# Euxiphidiopsis spathulata
Euxiphidiopsis spathulata is een rechtvleugelig insect uit de familie sabelsprinkhanen (Tettigoniidae). De wetenschappelijke naam van deze soort is voor het eerst geldig gepubliceerd in 2007 door Mao & Shi als Paraxizicus spathulata.